# Tankmonument (Grandmenil)

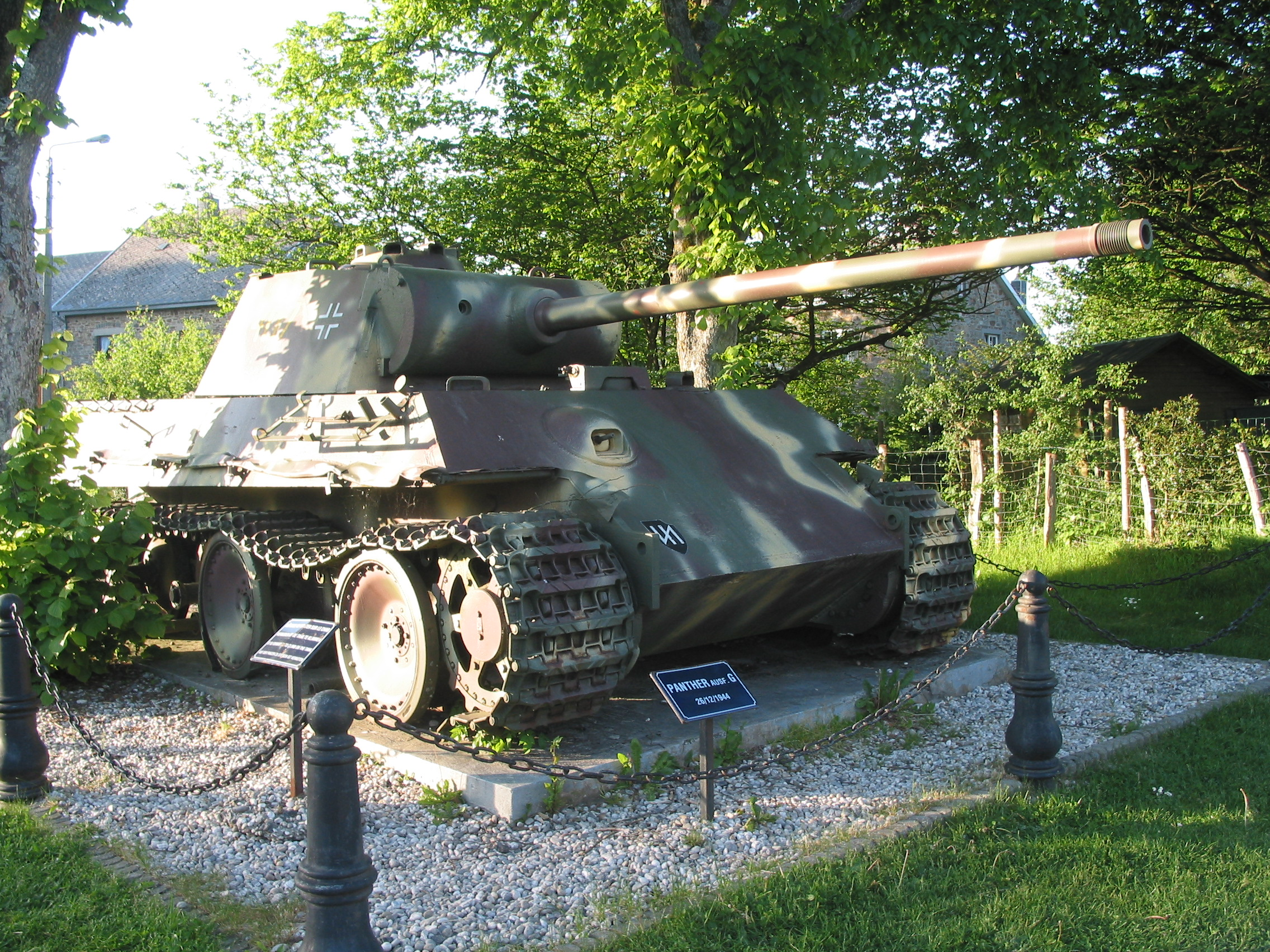
Tankmonument in Grandmenil

Het Tankmonument is een oorlogsmonument in Grandmenil in de Belgische gemeente Manhay. Het tankmonument staat aan de Rue d'Érezée (N807) en de Rue Alphonse Poncelet in het oosten van de plaats. De tank is van het type Panzerkampfwagen V Panther.

## Geschiedenis
In december 1944 maakte de Duitse tank tijdens de Slag om de Ardennen deel uit van de 2. SS-Panzer-Division Das Reich. De tank streed in de slag tegen de US 75th Infantry Division en de 3rd Armored Division. Tijdens de terugtrekking had de tank te weinig brandstof en werd door de Duitsers in een weiland achtergelaten.
De tank is een van de drie overgebleven Panzerkampfwagen V Panthertanks in de Ardennen, naast die van het Tankmonument in Celles en Tankmonument in Houffalize.